# Гаркушинский сельский совет (Миргородский район)
Гаркушинский сельский совет (укр. Гаркушинська сільська рада) входит в состав Миргородского района Полтавской области Украины.
Административный центр сельского совета находится в селе Гаркушинцы.

## Населённые пункты совета
- Гаркушинцы
- Рыбальское